# Bracheocentrus duvivieri
Bracheocentrus duvivieri là một loài bọ cánh cứng trong họ Cerambycidae.